# Кампинас (микрорегион)
Кампи́нас (порт. Microrregião de Campinas) — микрорегион в Бразилии, входит в штат Сан-Паулу. Составная часть мезорегиона Кампинас. Население составляет 2 630 893 человека (на 2010 год). Площадь — 3 083,022 км². Плотность населения — 853,35 чел./км².

## Демография
Согласно сведениям, собранным в ходе переписи 2010 г. Национальным институтом географии и статистики (IBGE), население микрорегиона составляет:						
| Полное население                             | Полное население                             | Полное население                             | Полное население                             | 2 630 893 |
| -------------------------------------------- | -------------------------------------------- | -------------------------------------------- | -------------------------------------------- | --------- |
| в том числе:                                 | Городское население                          | 2 581 855                                    | Процент городского населения, %              | 98,14     |
|                                              | Сельское население                           | 49 038                                       | Процент сельского населения, %               | 1,86      |
|                                              | Мужское население                            | 1 291 297                                    | Процент мужского населения, %                | 49,08     |
|                                              | Женское население                            | 1 339 596                                    | Процент женского населения, %                | 50,92     |
| Плотность населения, чел/км²                 | Плотность населения, чел/км²                 | Плотность населения, чел/км²                 | Плотность населения, чел/км²                 | 853,35    |
| Население микрорегиона в % к населению штата | Население микрорегиона в % к населению штата | Население микрорегиона в % к населению штата | Население микрорегиона в % к населению штата | 6,38      |

## Статистика
- Валовой внутренний продукт на 2003 составляет 43 300 069 334,00 реалов (данные: Бразильский институт географии и статистики).
- Валовой внутренний продукт на душу населения на 2003 составляет 18 275,69 реалов (данные: Бразильский институт географии и статистики).
- Индекс развития человеческого потенциала на 2000 составляет 0,832 (данные: Программа развития ООН).

## Состав микрорегиона
В составе микрорегиона включены следующие муниципалитеты:
1. Американа
2. Кампинас
3. Козмополис
4. Элиас-Фаусту
5. Оламбра
6. Ортоландия
7. Индаятуба
8. Жагуариуна
9. Монти-Мор
10. Нова-Одеса
11. Паулиния
12. Педрейра
13. Санта-Барбара-д’Уэсти
14. Сумаре
15. Валиньюс
16. Виньеду